# 烏廷 (亞利桑那州)
烏廷（英語：Utting）是位於美國亞利桑那州拉巴斯縣的一個人口普查指定地區。根據2010年美國人口普查，該地人口為126人，而該地的面積約為68.55平方千米。

## 地理
烏廷的座標為33°50′20″N 113°53′13″W / 33.83889°N 113.88694°W，而該地最高點為海拔高度345米（即1132英尺）。